# Kazachstan op de Olympische Zomerspelen 2000
Kazachstan nam deel aan de Olympische Zomerspelen 2000 in Sydney, Australië. Het was de tweede keer dat het land deelnam aan de Olympische Zomerspelen als zelfstandige natie.

## Medailleoverzicht
| Sport       | Olympiër               | Onderdeel             | Medaille |
| ----------- | ---------------------- | --------------------- | -------- |
| Atletiek    | Vasili Zjirov          | 100m horden (v)       | Goud     |
| Boksen      | Bekzat Sattarkhanov    | -57kg (m)             | Goud     |
| Boksen      | Yermakhan Ibraimov     | -71kg (m)             | Goud     |
|             |                        |                       |          |
| Boksen      | Bulat Jumadilov        | -51kg (m)             | Zilver   |
| Boksen      | Mukhtarkhan Dildabekov | +91kg (m)             | Zilver   |
| Wielersport | Aleksandr Vinokoerov   | wegwedstrijd (m)      | Zilver   |
| Worstelen   | Islam Bairamukov       | -97kg vrije stijl (m) | Zilver   |

## Resultaten en deelnemers per onderdeel

### Atletiek
| Olympiër                      | Discipline               | Resultaat | Prestatie                                                                                              |
| ----------------------------- | ------------------------ | --------- | --- |
| Vitaly Medvedev               | 100m (m)                 | 73e       | serie 10: 9de in 10,75                                                                                 |
| Gennady Chernovol             | 200m (m)                 | 34e       | serie 3: 6de in 20,95                                                                                  |
| Valery Borisov                | 20km snelwandelen (m)    | 38e       | 1:28.36                                                                                                |
| Valery Borisov                | 50km snelwandelen (m)    | 25e       | 4:01.11                                                                                                |
| Sergey Korepanov              | 50km snelwandelen (m)    | 15e       | 3:53.30                                                                                                |
| Sergey Arzamasov              | hink-stap-springen (m)   | 15e       | kwalificatie groep B: 10de met 16,70m                                                                  |
| Oleg Sakirkin                 | hink-stap-springen (m)   | 28e       | kwalificatie groep A: 12de met 16,20m                                                                  |
| Yury Pakhlyayev               | hoogspringen (m)         | 19e       | kwalificatie groep A: 11de met 2,24m                                                                   |
| Igor Potapovich               | polsstokhoogspringen (m) | DNF       | kwalificatie groep A: geen geldige poging                                                              |
| Sergey Rubtsov                | kogelstoten (m)          | 37e       | kwalificatie groep B: 18de met 15,90m                                                                  |
|                               |                          |           | |
| Viktoriya Kovyreva            | 100m (v)                 | 50e       | serie 5: 5de in 11,72                                                                                  |
| Svetlana Bodritskaya          | 400m (v)                 | 41e       | serie 2: 6de in 53,91                                                                                  |
| Olga Sjisjigina               | 100m horden (v)          | Goud      | serie 3: 1ste in 12,81 kwartfinale 2: 1ste in 12,66 halve finale 2: 3de in 12,71 finale: 1ste in 12,65 |
| Nataliya Torshina-Alimzhanova | 400m horden (v)          | 15e       | serie 4: 3de in 56,38 halve finale 1: 7de in 56,22                                                     |
| Garifa Kuku                   | marathon (v)             | DNF       | niet gefinisht                                                                                         |
| Yelena Kuznetsova             | 20km snelwandelen (v)    | 40e       | 1:42.45                                                                                                |
| Mayya Sozonova                | 20km snelwandelen (v)    | DNF       | niet gefinisht                                                                                         |
| Svetlana Tolstaya             | 20km snelwandelen (v)    | 21e       | 1:35.19                                                                                                |
| Yelena Koshcheyeva            | verspringen (v)          | 13e       | kwalificatie groep A: 7de met 6,57m                                                                    |
| Yelena Pershina               | verspringen (v)          | 28e       | kwalificatie groep B: 13de met 6,24m                                                                   |
| Anna Tarasova                 | verspringen (v)          | DNF       | kwalificatie groep B: geen geldige poging                                                              |
| Yelena Parfyonova             | hink-stap-springen (v)   | 21e       | kwalificatie groep A: 12de met 13,50m                                                                  |
| Anna Tarasova                 | hink-stap-springen (v)   | 27e       | kwalificatie groep B: 13de met 13,11m                                                                  |
| Svetlana Zalevskaya           | hoogspringen (v)         | 6e        | kwalificatie groep A: 1ste met 1,94m finale: 6de met 1,96m                                             |
| Iolanta Ulyeva                | kogelstoten (v)          | 21e       | kwalificatie groep B: 10de met 16,38m                                                                  |
| Svetlana Kazanina             | zevenkamp (v)            | 16e       | 5898 punten                                                                                            |
| Irina Naumenko-Karpova        | zevenkamp (v)            | 21e       | 5634 punten                                                                                            |

### Boksen
| Olympiër               | Discipline | Resultaat | Prestatie |
| ---------------------- | ---------- | --------- | --- |
| Bolat Zhumadilov       | -51kg (m)  | Zilver    | 1ste ronde: vrij 2de ronde: W van ZAM Kanyanta: 12-9 kwartfinale: W van ARM Darchinyan: 15-8 halve finale: W van FRA Thomas: 22-16 finale: V van THA Ponlid: 12-19                                                                                         |
| Bekzat Sattarkhanov    | -57kg (m)  | Goud      | 1ste ronde: W van ROU Bobîrnat: 14-5 2de ronde: W van RSA Mathebula: 16-5 kwartfinale: W van TUR Palyani: 12-11 halve finale: W van MAR Tamsamani: 22-10 finale: W van USA Juarez: 22-14                                                                   |
| Nurzhan Karimzhanov    | -60kg (m)  | 5e        | 1ste ronde: W van ARM Gevorgyan: 16-6 2de ronde: W van AUS Katsidis: 9-7 kwartfinale: V van UKR Kotelnyk: scheidsrechterlijke beslissing |
| Daniyar Munaytbasov    | -67kg (m)  | 5e        | 1ste ronde: W van NAM Nuumbembe: 14-2 2de ronde: W van ITA Bundu: 13-4 kwartfinale: V van UKR Dotsenko: 7-8 |
| Yermakhan Ibraimov     | -71kg (m)  | Goud      | 1ste ronde: W van SYR Massas: scheidsrechterlijke beslissing 2de ronde: W van VEN Yánes: scheidsrechterlijke beslissing kwartfinale: W van CUB Sierra: 16-9 halve finale: W van USA Taylor: scheidsrechterlijke beslissing finale: W van ROU Simion: 25-23 |
| Olzhas Orazaliyev      | -81kg (m)  | 5e        | 1ste ronde: W van ARG Garay: scheidsrechterlijke beslissing 2de ronde: W van CUB Álvarez: scheidsrechterlijke beslissing kwartfinale: V van UZB Mihaylov: scheidsrechterlijke beslissing                                                                   |
| Mukhtarkhan Dildabekov | +91kg (m)  | Zilver    | 1ste ronde: W van POL Kiełsa: 16-5 kwartfinale: W van CUB Rubalcaba: 25-12 halve finale: W van UZB Saidov: 28-22 finale: V van GBR Harrison: 16-30 |

### Boogschieten
| Olympiër                                        | Discipline      | Resultaat | Prestatie |
| ----------------------------------------------- | --------------- | --------- | --- |
| Aleksandr Li                                    | individueel (m) | 54e       | plaatsingsronde: 15de met 635 punten 1ste ronde: V van JPN Makiyama: 150-151                                                                                 |
| Vadim Shikarev                                  | individueel (m) | 10e       | plaatsingsronde: 23ste met 632 punten 1ste ronde: W van SWE Eriksson: 158-156 2de ronde: W van BEL Hendrickx: 154-141 3de ronde: V van USA Wunderle: 166-171 |
| Stanislav Zabrodsky                             | individueel (m) | 12e       | plaatsingsronde: 5de met 649 punten 1ste ronde: W van EGY Sayed: 166-149 2de ronde: W van SWE Eriksson: 163-146 3de ronde: V van NED van Alten: 164-166      |
| Aleksandr Li Vadim Shikarev Stanislav Zabrodsky | team (m)        | 7e        | plaatsingsronde: 3de met 1916 punten 1ste ronde: W van Noorwegen: 246-241 kwartfinale: V van Italië: 244-249                                                 |
|                                                 |                 |           | |
| Yelena Plotnikova                               | individueel (v) | 47e       | plaatsingsronde: 37ste met 623 punten 1ste ronde: V van POL Łęcka: 149-163                                                                                   |

### Gewichtheffen
| Olympiër         | Discipline | Resultaat | Prestatie                                                       |
| ---------------- | ---------- | --------- | --------------------------------------------------------------- |
| Dmitry Lomakin   | -62kg (m)  | 13e       | trekken: 9de met 132,5kg stoten: 14de met 150kg totaal: 282,5kg |
| Sergey Filimonov | -77kg (m)  | 4e        | trekken: 1ste met 167,5kg stoten: 5de met 195kg totaal: 362,5kg |
| Andrey Makarov   | -94kg (m)  | 13e       | trekken: 6de met 177,5kg stoten: 16de met 197,5kg totaal: 375kg |
| Slavik Nyu       | -94kg (m)  | 12e       | trekken: 10de met 175kg stoten: 14de met 200kg totaal: 375kg    |
| Anatoly Khrapaty | -105kg (m) | DNF       | trekken: geen geldige poging                                    |
|                  |            |           |                                                                 |
| Tatyana Khromova | -75kg (m)  | DNF       | trekken: 1ste met 110kg stoten: geen geldige poging             |

### Gymnastiek
| Olympiër           | Discipline               | Resultaat | Prestatie                             |
| ------------------ | ------------------------ | --------- | ------------------------------------- |
| Sergey Fedorchenko | sprong (m)               | 5e        | 9,399 punten                          |
| Sergey Fedorchenko | individuele meerkamp (m) | 81e       | kwalificatie: 81ste met 29,162 punten |
|                    |                          |           |                                       |
| Irina Yevdokimova  | individuele meerkamp (v) | 47e       |                                       |

### Kanovaren
| Olympiër                                 | Discipline    | Resultaat | Prestatie                                                                      |
| ---------------------------------------- | ------------- | --------- | ------------------------------------------------------------------------------ |
| Kaysar Nurmaganbetov                     | C-1 500m (m)  | 12e       | serie 1: 8ste in 1.55,422 halve finale: 6de in 1.54,465                        |
| Kaysar Nurmaganbetov                     | C-1 1000m (m) | 13e       | serie 1: 8ste in 4.01,438 halve finale: 7de in 4.05,206                        |
| Konstantin Negodyayev Zhomart Satubaldin | C-2 500m (m)  | 7e        | serie 2: 4de in 1.45,810 halve finale: 3de in 1.45,809 finale: 7de in 2.01,436 |
| Konstantin Negodyayev Zhomart Satubaldin | C-2 1000m (m) | 13e       | serie 2: 7de in 3.53,366 halve finale: 7de in 3.48,756                         |
| Sergey Sergin                            | K-1 500m (m)  | 28e       | serie 2: 7de in 1.47,523                                                       |
| Sergey Sergin                            | K-1 1000m (m) | 25e       | serie 4: 7de in 3.42,675 halve finale: 8ste in 3.47,633                        |

### Judo
| Olympiër             | Discipline | Resultaat | Prestatie |
| -------------------- | ---------- | --------- | --- |
| Bazarbek Donbay      | -60kg (m)  | 5e        | 1ste ronde: vrij 2de ronde: W van GER Gussenberg: ippon 3de ronde: W van ESP Peñas: waza-ari kwartfinale: V van KOR Jung: ippon herkansingen: W van GEO Khergiani: waza-ari herkansingen 2: W van AZE Ismayilov: waza-ari bronzen finale: V van CUB Poulot: waza-ari |
| Ivan Baglayev        | -66kg (m)  | 9e        | 1ste ronde: vrij 2de ronde: W van CMR Cameroun: ippon 3de ronde: W van RUS Matsiev: ippon kwartfinale: V van NED van Kalken: ippon herkansingen: V van JPN Nakamura: ippon                                                                                           |
| Askhat Shakharov     | -73kg (m)  | 17e       | 1ste ronde: vrij 2de ronde: W van RUS Makarov: ippon 3de ronde: V van UKR Bilodid: waza-ari |
| Ruslan Seilkhanov    | -81kg (m)  | 9e        | 1ste ronde: vrij 2de ronde: V van JPN Takimoto: waza-ari herkansingen: W van ARG García: ippon herkansingen 2: V van URU Paseyro: ippon |
| Sergey Shakimov      | -90kg (m)  | 21e       | 1ste ronde: vrij 2de ronde: V van JPN Yoshida: yuko |
| Askhat Zhitkeyev     | -100kg (m) | 21e       | 1ste ronde: vrij 2de ronde: V van HUN Kovácsa: waza-ari |
| Vyacheslav Berduta   | +100kg (m) | 13e       | 1ste ronde: vrij 2de ronde: W van DOM Vásquez: ippon 3de ronde: V van JPN Shinohara: ippon herkansingen: V van BLR Sharapov: ippon |
|                      |            |           | |
| Gulnara Kusherbayeva | +78kg (v)  | 19e       | 1ste ronde: V van RUS Rodina |

### Roeien
| Olympiër           | Discipline | Resultaat | Prestatie |
| ------------------ | ---------- | --------- | --- |
| Vladimir Belonogov | skiff (m)  | 16e       | serie 1: 6de in 7.34,666 herkansingen: 5de in 7.36,42 halve finale C/D: 3de in 7.24,44 finale C: 5de in 7.21,44 |

### Schermen
| Olympiër            | Discipline | Resultaat | Prestatie                               |
| ------------------- | ---------- | --------- | --------------------------------------- |
| Sergey Shabalin     | degen (m)  | 33e       | 1ste ronde: V van AUT Switak: 13-14     |
| Andrey Kolganov     | floret (m) | 33e       | 1ste ronde: V van HUN Marsi: 13-15      |
| Igor Tsel           | sabel (m)  | 33e       | 1ste ronde: V van USA Smart: 5-15       |
|                     |            |           |                                         |
| Nataliya Goncharova | degen (v)  | 33e       | 1ste ronde: V van RUS Aznavuryan: 13-15 |
| Nelya Sevostiyanova | floret (v) | 33e       | 1ste ronde: V van CHN Li: 13-15         |

### Schietsport
| Olympiër            | Discipline                 | Resultaat | Prestatie                                                                   |
| ------------------- | -------------------------- | --------- | --------------------------------------------------------------------------- |
| Vladimir Gushcha    | 50m pistool (m)            | 8e        | kwalificatie: 7de met 562 punten finale: 8ste met 655,8 punten              |
| Vladimir Vokhmyanin | 25m snelvuurpistool (m)    | 12e       | kwalificatie: 12de met 580 punten (289-291)                                 |
| Vladimir Gushcha    | 10m luchtpistool (m)       | 23e       | kwalificatie: 23ste met 574 punten                                          |
| Sergey Yakshin      | skeet (m)                  | 7e        | kwalificatie: 7de met 122 punten (73-49)                                    |
|                     |                            |           |                                                                             |
| Olga Dovgun         | 10m luchtgeweer (v)        | 20e       | kwalificatie: 20ste met 391 punten                                          |
| Olga Dovgun         | 50m geweer 3 houdingen (v) | 7e        | kwalificatie: 5de met 583 punten (197-188-198) finale: 7de met 674,2 punten |
| Dina Aspandiyarova  | 25m pistool (v)            | 20e       | kwalificatie: 28ste met 572 punten (289-283)                                |
| Yuliya Bondareva    | 25m pistool (v)            | 20e       | kwalificatie: 11de met 579 punten (286-293)                                 |
| Dina Aspandiyarova  | 10m luchtpistool (v)       | 6e        | kwalificatie: 3de met 388 punten finale: 6de met 483,7 punten               |
| Yuliya Bondareva    | 10m luchtpistool (v)       | 9e        | kwalificatie: 9de met 382 punten                                            |

### Schoonspringen
| Olympiër          | Discipline    | Resultaat | Prestatie                                                                                            |
| ----------------- | ------------- | --------- | --- |
| Alisher Seitov    | 3m plank (m)  | 42e       | voorronde: 42ste met 307,62 punten                                                                   |
| Damir Akhmetbekov | 10m toren (m) | 41e       | voorronde: 41ste met 75,42 punten                                                                    |
| Aleksey Gurman    | 10m toren (m) | 31e       | voorronde: 31ste met 320,13 punten                                                                   |
|                   |               |           | |
| Nataliya Popova   | 3m plank (v)  | 28e       | voorronde: 28ste met 234,90 punten                                                                   |
| Irina Vyguzova    | 3m plank (v)  | 9e        | voorronde: 6de met 303,30 punten halve finale: 6de met 520,77 punten finale: 9de met 528,33 punten   |
| Nataliya Chikina  | 10m toren (v) | 9e        | voorronde: 10de met 296,58 punten halve finale: 12de met 458,85 punten finale: 9de met 466,80 punten |
| Irina Vyguzova    | 10m toren (v) | 15e       | voorronde: 14de met 284,52 punten halve finale: 15de met 441,69 punten                               |

### Synchroonzwemmen
| Olympiër                       | Discipline | Resultaat | Prestatie                             |
| ------------------------------ | ---------- | --------- | ------------------------------------- |
| Aliya Karimova Galina Shatnaya | duet       | 22e       | kwalificatie: 22ste met 83,374 punten |

### Triatlon
| Olympiër           | Discipline | Resultaat | Prestatie  |
| ------------------ | ---------- | --------- | ---------- |
| Dmitriy Gaag       | mannen     | 4e        | 1:49.03,57 |
| Michail Koeznetsov | mannen     | 47e       | 1:59.13,50 |

### Waterpolo

#### Mannen
| Olympiër | Discipline | Resultaat | Prestatie |
| --- | ---------- | --------- | --- |
| Denis Zhivchikov Yevgeny Zhilyayev Ivan Zajtsev Igor Zagoruyko Yury Smolovoy Aleksandr Shvedov Artemy Sevostyanov Yevgeny Prokhin Askar Orazalinov Aleksandr Elke Sergey Drozdov Konstantin Chernov Roman Chentsov | mannen     | 9e        | groep A: 5de V van Spanje: 7-8 G van Australië: 11-11 V van Rusland: 7-9 W van Slowakije: 9-5 V van Italië: 7-13 9-12de plek: 1ste G van Griekenland: 6-6 W van Slowakije: 11-8 W van Nederland: 6-4 |

| Groep A |            |             |             |             |             |        |        |        |        |
| #       | Land       | Wedstrijden | Wedstrijden | Wedstrijden | Wedstrijden | Punten | Punten | Punten | Punten |
| #       | Land       | G           | W           | G           | V           | V      | T      | Saldo  | Punten |
| 1       | Rusland    | 5           | 4           | 1           | 0           | 51     | 28     | +23    | 9      |
| 2       | Italië     | 5           | 4           | 1           | 0           | 42     | 32     | +9     | 9      |
| 3       | Spanje     | 5           | 2           | 1           | 2           | 32     | 34     | -2     | 5      |
| 4       | Australië  | 5           | 1           | 2           | 2           | 38     | 36     | +2     | 4      |
| 5       | Kazachstan | 5           | 1           | 1           | 3           | 41     | 46     | -5     | 3      |
| 6       | Slowakije  | 5           | 0           | 0           | 5           | 30     | 59     | -29    | 0      |

| Ronde        | Datum  | Plaats     | Land  | Score      | Land |
| ------------ | ------ | ---------- | ----- | ---------- | ---- |
| Groepsfase   |        |            |       |            |      |
| 23 september | Sydney | Kazachstan | 7-8   | Spanje     |      |
| 24 september | Sydney | Australië  | 11-11 | Kazachstan |      |
| 25 september | Sydney | Kazachstan | 7-9   | Rusland    |      |
| 26 september | Sydney | Kazachstan | 9-5   | Slowakije  |      |
| 27 september | Sydney | Italië     | 13-7  | Kazachstan |      |

| Groep 9-12de plek |             |             |             |             |             |        |        |        |        |
| #                 | Land        | Wedstrijden | Wedstrijden | Wedstrijden | Wedstrijden | Punten | Punten | Punten | Punten |
| #                 | Land        | G           | W           | G           | V           | V      | T      | Saldo  | Punten |
| 1                 | Kazachstan  | 3           | 2           | 1           | 0           | 23     | 18     | +5     | 5      |
| 2                 | Griekenland | 3           | 1           | 2           | 0           | 24     | 20     | +4     | 4      |
| 3                 | Nederland   | 3           | 1           | 1           | 1           | 19     | 20     | -1     | 3      |
| 4                 | Slowakije   | 3           | 0           | 0           | 3           | 24     | 32     | -8     | 0      |

| Ronde        | Datum  | Plaats     | Land | Score       | Land |
| ------------ | ------ | ---------- | ---- | ----------- | ---- |
| Groepsfase   |        |            |      |             |      |
| 29 september | Sydney | Kazachstan | 6-6  | Griekenland |      |
| 30 september | Sydney | Kazachstan | 11-8 | Slowakije   |      |
| 1 oktober    | Sydney | Kazachstan | 6-4  | Nederland   |      |

#### Vrouwen
| Olympiër | Discipline | Resultaat | Prestatie |
| --- | ---------- | --------- | --- |
| Yuliya Pyryseva Larisa Olkhina Olga Leshchuk Svetlana Korolyova Nataliya Ignatyeva Tatyana Gubina Yekaterina Gerzanich Nataliya Galkina Asel Dzhakayeva Svetlana Buravova Irina Borodavko Anastasiya Boroda Rezeda Aleyeva | vrouwen    | 6e        | groepsfase: 6de V van Australië: 2-9 V van Nederland: 6-8 V van Canada: 3-10 V van Rusland: 6-15 V van Verenigde Staten: 6-9 |

| Groepsfase |                  |             |             |             |             |        |        |        |        |
| #          | Land             | Wedstrijden | Wedstrijden | Wedstrijden | Wedstrijden | Punten | Punten | Punten | Punten |
| #          | Land             | G           | W           | G           | V           | V      | T      | Saldo  | Punten |
| 1          | Australië        | 5           | 4           | 0           | 1           | 35     | 20     | +15    | 8      |
| 2          | Verenigde Staten | 5           | 3           | 1           | 1           | 36     | 30     | +6     | 7      |
| 3          | Nederland        | 5           | 3           | 0           | 2           | 27     | 26     | +1     | 6      |
| 4          | Rusland          | 5           | 2           | 1           | 2           | 36     | 29     | +7     | 5      |
| 5          | Canada           | 5           | 1           | 2           | 2           | 33     | 34     | -1     | 4      |
| 6          | Kazachstan       | 5           | 0           | 0           | 5           | 23     | 51     | -28    | 0      |

| Ronde        | Datum  | Plaats     | Land | Score            | Land |
| ------------ | ------ | ---------- | ---- | ---------------- | ---- |
| Groepsfase   |        |            |      |                  |      |
| 16 september | Sydney | Kazachstan | 2-9  | Australië        |      |
| 17 september | Sydney | Kazachstan | 6-8  | Nederland        |      |
| 18 september | Sydney | Canada     | 10-3 | Kazachstan       |      |
| 19 september | Sydney | Kazachstan | 6-15 | Rusland          |      |
| 20 september | Sydney | Kazachstan | 6-9  | Verenigde Staten |      |

### Wielersport
| Olympiër             | Discipline                    | Resultaat | Prestatie                      |
| Baan                 | Baan                          | Baan      | Baan                           |
| -------------------- | ----------------------------- | --------- | ------------------------------ |
| Vadim Kravchenko     | individuele achtervolging (m) | 17e       | kwalificatie: 17de in 4.40,410 |
| Sergey Lavrinenko    | puntenkoers (m)               | 20e       | 1 punt                         |
| Weg                  |                               |           |                                |
| Andrej Teterioek     | tijdrit (m)                   | 6e        | 58.52                          |
| Aleksandr Vinokoerov | tijdrit (m)                   | 27e       | 1:01.34                        |
| Sergej Jakovlev      | wegwedstrijd (m)              | 57e       | 5:30.46                        |
| Aleksandr Sjefer     | wegwedstrijd (m)              | 53e       | 5:30.46                        |
| Andrej Teterioek     | wegwedstrijd (m)              | 46e       | 5:30.46                        |
| Aleksandr Vinokoerov | wegwedstrijd (m)              | Zilver    | 5:29.17                        |

### Worstelen
| Olympiër            | Discipline  | Resultaat   | Prestatie |
| Vrije stijl         | Vrije stijl | Vrije stijl | Vrije stijl |
| ------------------- | ----------- | ----------- | --- |
| Maulen Mamyrov      | -54kg (m)   | 6e          | groep 3: 1ste W van UZB Achilov: 10-5 V van GER Zeiher: 8-1 kwartfinale: V van BLR Kantoyeu: 2-4 5-6de plek: V van UKR Zakharuk: 1-8          |
| Abil Ibragimov      | -58kg (m)   | 18e         | groep 4: 3de W van GRE Polychronidis: 6-5 V van USA Brands: 0-6                                                                               |
| Ruslan Veliyev      | -69kg (m)   | 19e         | groep 6: 4de V van BLR Demchenko: walk-over V van AUS Johnston: walk-over V van KGZ Askarov: 1-3                                              |
| Gennady Laliyev     | -76kg (m)   | 5e          | groep 2: 1ste W van MGL Mönkhbayar: 4-0 W van IRI Dorostkar: 3-1 kwartfinale: V van USA Slay: 2-2 5-6de plek: W van UZB Khinchagov: walk-over |
| Magomed Kurugliyev  | -85kg (m)   | 10e         | groep 5: 2de V van CUB Roemro: 0-4 V van LAT Samušonoks: 6-7 W van CAN Abdou: 3-0                                                             |
| Islam Bayramukov    | -97kg (m)   | Zilver      | groep 5: 1ste W van AZE Magomedov: 3-0 V van CUB Morales: 0-2 halve finale: W van POL Garmulewicz: 3-0 finale: V van RUS Murtazaliev: 0-6     |
| Grieks-Romeins      |             |             | |
| Rakymzhan Asembekov | -54kg (m)   | 9e          | groep 2: 2de W van POL Jabłoński: 7-2 V van KOR Sim: 2-2                                                                                      |
| Yury Melnichenko    | -58kg (m)   | 19e         | groep 1: 3de V van KOR Kim: 0-6 V van UZB Aripov: walk-over                                                                                   |
| Mkhitar Manukyan    | -63kg (m)   | 7e          | groep 5: 2de W van IND Singh: 8-3 V van CUB Marén: 3-5 W van ALG Djakrir: 11-0                                                                |
| Bakhtiyar Bayseitov | -76kg (m)   | 10e         | groep 2: 2de W van FRA Riemer: 4-2 V van FIN Yli-Hannuksela: 3-4                                                                              |
| Sergey Matviyenko   | -97kg (m)   | 6e          | groep 2: 1ste V van CUB Peña: 0-1 W van ARM Samurgashev: 6-0 kwartfinale: V van SWE Ljungberg: 0-5 5-6de plek: V van GEO Chkhaidze: 1-1       |

### Zwemmen
| Olympiër                                                    | Discipline            | Resultaat | Prestatie                |
| ----------------------------------------------------------- | --------------------- | --------- | ------------------------ |
| Sergey Borisenko                                            | 50m vrije slag (m)    | 40e       | serie 4: 1ste in 23,46   |
| Igor Sitnikov                                               | 100m vrije slag (m)   | 53e       | serie 5: 5de in 52,57    |
| Andrey Kvasov                                               | 200m vrije slag (m)   | 48e       | serie 2: 7de in 1.55,72  |
| Pavel Sidorov                                               | 100m rugslag (m)      | 52e       | serie 1: 4de in 1.01,02  |
| Aleksandr Savitski                                          | 100m schoolslag (m)   | 54e       | serie 3: 6de in 1.05,95  |
| Andrey Gavrilov                                             | 100m vlinderslag (m)  | 49e       | serie 1: 2de in 56,14    |
| Grigory Matuzkov                                            | 200m wisselslag (m)   | 29e       | serie 2: 1ste in 2.05,45 |
| Grigory Matuzkov                                            | 400m wisselslag (m)   | 39e       | serie 2: 6de in 4.31,89  |
| Igor Sitnikov Andrey Kvassov Pavel Sidorov Sergey Borisenko | 4x100m vrije slag (m) | 21e       | serie 3: 8ste in 3.28,90 |
|                                                             |                       |           |                          |
| Marina Mulyayeva                                            | 200m wisselslag (v)   | 28e       | serie 1: 1ste in 2.22,72 |

Albanië · Algerije · Amerikaanse Maagdeneilanden · Amerikaans-Samoa · Andorra · Angola · Antigua en Barbuda · Argentinië · Armenië · Aruba · Australië · Azerbeidzjan · Bahama's · Bahrein · Bangladesh · Barbados · België · Belize · Benin · Bermuda · Bhutan · Bolivia · Bosnië en Herzegovina · Botswana · Brazilië · Britse Maagdeneilanden · Brunei · Bulgarije · Burkina Faso · Burundi · Cambodja · Canada · Centraal-Afrikaanse Republiek · Chili · China · Chinees Taipei · Colombia · Comoren · Congo-Brazzaville · Congo-Kinshasa · Cookeilanden · Costa Rica · Cuba · Cyprus · Denemarken · Djibouti · Dominica · Dominicaanse Republiek · Duitsland · Ecuador · Egypte · El Salvador · Equatoriaal-Guinea · Eritrea · Estland · Ethiopië · Fiji · Filipijnen · Finland · Frankrijk · Gabon · Gambia · Georgië · Ghana · Grenada · Griekenland · Groot-Brittannië · Guam · Guatemala · Guinee · Guinee‑Bissau · Guyana · Haïti · Honduras · Hongarije · Hongkong · Ierland · IJsland · India · Indonesië · Irak · Iran · Israël · Italië · Ivoorkust · Jamaica · Japan · Jemen · Joegoslavië · Jordanië · Kaaimaneilanden · Kaapverdië · Kameroen · Kazachstan · Kenia · Kirgizië · Koeweit · Kroatië · Laos · Lesotho · Letland · Libanon · Liberia · Libië · Liechtenstein · Litouwen · Luxemburg · Macedonië · Madagaskar · Malawi · Malediven · Maleisië · Mali · Malta · Marokko · Mauritanië · Mauritius · Mexico · Micronesië · Moldavië · Monaco · Mongolië · Mozambique · Myanmar · Namibië · Nauru · Nederland · Nederlandse Antillen · Nepal · Nicaragua · Nieuw-Zeeland · Niger · Nigeria · Noord-Korea · Noorwegen · Oeganda · Oekraïne · Oezbekistan · Oman · Oostenrijk · Pakistan · Palau · Palestina · Panama · Papoea-Nieuw-Guinea · Paraguay · Peru · Polen · Portugal · Puerto Rico · Qatar · Roemenië · Rusland · Rwanda · Saint Kitts en Nevis · Saint Lucia · Saint Vincent en Grenadines · Salomonseilanden · Samoa · San Marino ·  Sao Tomé en Principe · Saoedi-Arabië · Senegal · Seychellen · Sierra Leone · Singapore · Slovenië · Slowakije · Soedan · Somalië · Spanje · Sri Lanka · Suriname · Swaziland · Syrië · Tadzjikistan · Tanzania · Thailand · Togo · Tonga · Trinidad en Tobago · Tsjaad · Tsjechië · Tunesië · Turkije · Turkmenistan · Uruguay · Vanuatu · Venezuela · Verenigde Arabische Emiraten · Verenigde Staten · Vietnam · Wit-Rusland · Zambia · Zimbabwe · Zuid-Afrika · Zuid-Korea · Zweden · Zwitserland · Individuele olympische atleten